# Gibbodon cenensis
Gibbodon cenensis è un pesce osseo estinto, appartenente ai picnodonti. Visse nel Triassico superiore (Norico, circa 215 - 212 milioni di anni fa) e i suoi resti fossili sono stati ritrovati in Italia.

## Descrizione
Questo animale era di piccole dimensioni, e la lunghezza doveva essere compresa tra i 3 e i 6 centimetri. La forma del corpo era alta e appiattita lateralmente, e il profilo era vagamente tondeggiante. Il capo era corto e alto, e l'apertura boccale era diretta all'ingiù. I denti anteriori erano sottili e dalla punta bifida, mentre le punte dei denti posteriori erano di forma arrotondata. Gli occhi erano piuttosto grandi. La parte anteriore del dorso era appuntita e creava una sorta di gobba alta a metà del corpo. La pinna dorsale era arretrata, lunga e bassa e dotata di base larga. La pinna anale era di dimensioni minori, mentre la pinna caudale non era divisa in lobi. Il corpo era protetto da robuste scaglie alte e strette. 

## Classificazione
Gibbodon cenensis venne descritto per la prima volta da Tintori nel 1981, sulla base di fossili ritrovati nella zona di Cene (Bergamo). Gibbodon è un rappresentante dei picnodonti, un gruppo di pesci tipici del Mesozoico e della prima parte del Cenozoico dal corpo solitamente alto e appiattito lateralmente. In particolare, questo animale è molto simile a un altro picnodonte ritrovato nello stesso giacimento, Brembodus; queste due forme, riunite nella famiglia Brembodontidae, risultano più derivate di altri picnodonti successivi come Mesturus, Gyrodus e Arduafrons prominoris. 

## Paleobiologia
Gibbodon era un animale che viveva in mari bassi nei pressi di scogliere; probabilmente si nutriva di molluschi e coralli che asportava dal fondale grazie ai denti anteriori e che triturava con i forti denti posteriori di forma tondeggiante. 